# Mutsuhiko Nomura
Mutsuhiko Nomura (野村 六彦 Nomura Mutsuhiko?), född 10 februari 1940, är en japansk tidigare fotbollsspelare och tränare.
Han vann skytteligan i Japan Soccer League 1965 med 15 gjorda mål på 14 matcher.